# Acacia sieberi
Acacia sieberi é uma espécie de leguminosa do gênero Acacia, pertencente à família Fabaceae.